# Apple A13
L'Apple A13 Bionic és un sistema basat en ARM de 64 bits en un xip (SoC), dissenyat per Apple Inc. Apareix a l'iPhone 11, 11 Pro/Pro Max, l'iPad de novena generació, el iPhone SE (2a generació) i la pantalla d'estudi. Apple afirma que els dos nuclis d'alt rendiment són un 20% més ràpids amb un consum d'energia un 30% menor que els de l'Apple A12, i els quatre nuclis d'alta eficiència són un 20% més ràpids amb un consum d'energia un 40% inferior que els de l'A12.

## Disseny
L'Apple A13 Bionic inclou una CPU de sis nuclis de 64 bits dissenyada per Apple que implementa ARMv8.4-A ISA, amb dos nuclis d'alt rendiment que funcionen a 2,65 GHz anomenat Lightning i quatre nuclis eficients energèticament anomenats Thunder. Els nuclis Lightning inclouen acceleradors d'aprenentatge automàtic anomenats blocs AMX. Apple afirma que els blocs AMX són sis vegades més ràpids a la multiplicació de matrius que els nuclis Vortex de l'Apple A12. Els blocs AMX són capaços de fer fins a un bilió d'operacions d'una precisió per segon. Els nuclis Lightning tenen accés a 8 MB pL2 i els nuclis Thunder comparteixen 4 MB L2. El SLC té 16 MB.
L'A13 integra una unitat de processament de gràfics (GPU) de quatre nuclis dissenyada per Apple amb un rendiment gràfic un 20% més ràpid i un consum d'energia un 40% menor que l'A12. Apple afirma que el maquinari de xarxa neuronal dedicat a Neural Engine de vuit nuclis del seu A13 és un 20% més ràpid i consumeix un 15% menys d'energia que l'A12.
Està fabricat per TSMC en la seva segona generació de 7 nm N7P (no confondre amb '7 nm+' o 'N7+'), i conté 8.500 milions de transistors.
L'A13 té suport de codificació de còdec de vídeo per a HEVC i H.264. Compta amb suport de descodificació per a HEVC, H.264, MPEG-4 Part 2 i Motion JPEG.
| SoC                              | A13 (7 nm millorat) | A12 (7 nm) |
| -------------------------------- | ------------------- | ---------- |
| Node de procés                   | TSMC N7P            | TSMC N7    |
| Mort total                       | 98,48               | 83,27      |
| Gran nucli                       | 2.61                | 2.07       |
| Nucli petit                      | 0,58                | 0,43       |
| Complex de CPU (inclosos nuclis) | 13.47               | 11.16      |
| Nucli de GPU                     | 3.25                | 3.23       |
| GPU total                        | 15.28               | 14.88      |
| NPU                              | 4,64                | 5,79       |

## Productes que inclouen l'Apple A13 Bionic
- iPhone 11
- iPhone 11 Pro i 11 Pro Max
- iPhone SE (2a generació)
- iPad (9a generació)
- Apple Studio Display